# Bomb Jack
Bomb Jack  es un videojuego de plataformas creado por la empresa Tehkan (después conocida como Tecmo) y publicado en 1984 que tiene como objetivo lograr coger todas las bombas de la pantalla sin ser eliminado por algún enemigo.

## Historia
El juego se creó en octubre de 1984. Por aquel entonces el género del juego de plataformas ya contaba con una respetable cantidad de títulos, entre los que se podría destacar Donkey Kong, Donkey Kong Jr., Space Panic, Bagman, Popeye, o Burgertime. 
Los juegos de plataformas hasta entonces tenían protagonistas que no hacían más que ir corriendo de un lado a otro, o subiendo por escaleras. Bomb Jack fue el primero juego en el cual el jugador podía volar por todo el escenario, eso es algo que dio mucha capacidad de movimiento.

## Escenarios
Lo primero que sorprendía al jugador eran los detallados parajes donde tenía lugar la acción. Es impactante ver esas imágenes tan llenas de color y también de detalle como escenario. Hay cinco parajes bien diferenciados, los cuales se van repitiendo siempre en el mismo orden: 
- La primera pantalla es Egipto, y prueba de ello son la esfinge y la enorme pirámide que dominan el escenario, con un nivel de detalle inusual hasta entonces.
- La segunda pantalla son las ruinas de Atenas.
- La tercera localización es un castillo un tanto sombrío que se deja ver entre dos frondosos árboles.
- En cuarto lugar una moderna ciudad de rascacielos situada ante un río o un mar.
- Y el último decorado es una bonita imagen nocturna de una metrópoli con todas sus luces encendidas.

## Melodías
Tampoco quedó atrás el apartado sonoro en “Bomb Jack”. Sonoras melodías que acompañan las partidas y se van turnando de pantalla en pantalla hacen más llevadero el juego, pocos juegos lo habían hecho hasta entonces. La novedad más destacable fue que una música que sirve de referencia para cronometrar la duración de los efectos de la “P”. Más música para el fin de fase, los bonus obtenidos, el cartel de Game Over y dos diferentes para poner récord completan el apartado musical. Respecto a los efectos sonoros a destacar el tintineo de las letras “B”, “E” y “S”, y el pitido de la vida extra.

## Enemigos
Los enemigos de este juego son personajes de variadas formas y cada uno con su propia rutina de movimiento, con lo cual el jugador puede saber de antemano hacia dónde se va a dirigir cada uno de los enemigos.
- Los muñequitos que primero vemos en pantalla aparte de nuestro personaje sin nombre, que siempre aparece en el centro de la pantalla, son los pájaros, y unos muñecos grises que siempre aparecen próximos a los ángulos superiores del área de juego.
- Los pájaros aparecen en cualquiera de las cuatro esquinas de la pantalla y su movimiento siempre es en línea recta hacia nosotros, aunque también tienen suficiente inteligencia para rodear algunas paredes o techos que les interrumpan (no siempre, a veces se quedan simplemente dando vueltas).
- Los hombrecillos grises caminarán por la plataforma en la que aparezcan, darán unas vueltas (o ninguna) sobre la misma, y así hasta que caigan al suelo, lugar donde se transformarán en uno de estos bichos:
- Cuernos: también conocidos como brujas, se dirigirán hacia nosotros por el camino más corto, directamente, y con la capacidad de cambiar de dirección en cualquier momento. Son los más peligrosos.
- Pelotazos verticales: unas esferas grises con muchos puntos rojos que siempre van rebotando de arriba abajo, pero siempre se dirigen hacia la misma línea vertical en que nos encontramos nosotros.
- Pelotazos horizontales: Son la versión horizontal de los antes mencionados. Son incapaces de decidir un movimiento izquierda/derecha (dependen de rebotar en las paredes) pero siempre van hacia la misma altitud que la nuestra. Son de color negro con un recuadro rojo.
- Ovnis: Tienen forma de ovni, y cada vez que reboten en una pared, irán hacia nosotros en línea recta. Cuanto más lejos estemos de ellos más velocidad tendrán. Si no nos alcanzan, seguirán su camino rectilíneo hasta volver a rebotar contra una pared, volverán hacia nosotros, y así sucesivamente.
- Satélites: Van rebotando por toda el área de juego, nunca nos persiguen, pero a menudo se cruzan en nuestro camino, así que aunque no son muy peligrosos, no debemos perderlos de vista.

Estos enemigos siempre se dirigen hacia el jugador (a excepción de los satélites) independientemente de que haya o no paredes de por medio.

## Ayudas en forma de letras
- B: Es la que más aparece en el transcurso de la partida. Sirve para que todos los puntos recibidos desde que la cogemos hasta que acaba la fase se multipliquen por un número más. Esto viene indicado en la parte superior central del monitor. Al empezar cada fase marca "x1", y cada vez que cojamos una “B” aumentará, siendo “x5” el máximo que puede llegar a alcanzar: A partir de ahí no aparecerán más B”s hasta la siguiente pantalla.
- P: Aparece cuando la barra de energía que hay sobre el área de juego (rodeando al “x1”) llega al máximo. Esta barra se va llenando a medida que vamos cogiendo bombas, más rápido aún si cogemos bombas encendidas. Cuando aparece, la música es sustituida por un ruido de alerta. La “P” va rebotando por toda la pantalla hasta que la alcanzamos, y en ese momento todos los enemigos se convierten en monedas doradas mientras una música suena. Al acabar ésta los enemigos que no hayamos matado volverán a su anterior forma, y aparecerán nuevos enemigos para sustituir a los antes eliminados.
- E: Al cogerla da una vida extra. Este es uno de los grandes detalles de “Bomb Jack”. La vida extra no se obtiene al llegar a ciertas puntuaciones, sino que aparece una “E” en el área de juego y se debe coger para recibir la vida extra.
- S: Es realmente difícil dar con ella. Aparece rara vez por la pantalla y es de color rojo. La “S” concede a quien la recoja una partida entera que se suma al resto de “créditos” que se tengan.

## Bombas ybonus
Al inicio de cada fase hay 24 bombas, todas ellas apagadas. Al coger una de ellas se enciende una de las que queden. Si se coge la que está encendida se encenderá otra, y así sucesivamente. El orden en que brillan las bombas está prefijado, siempre es el mismo. Coger las 23 bombas encendidas de una pantalla da 50000 puntos de bonus.

## Puntuaciones
Las distintas puntuaciones que se obtienen durante el juego:
- Saltar o rebotar contra una pared: 10 puntos
- Bomba apagada: 100 puntos
- Bomba encendida: 200 puntos
- Letra “B”: 1000 puntos y aumenta el multiplicador.
- Letra “E”: 3000 puntos y una vida extra.
- Letra “S”: 5000 puntos, una partida extra y pasar de pantalla.
- Letra “P”: dependiendo del color en que esté en el momento de cogerla da distintos puntos. Este color varía progresivamente:
- Azul: 100 puntos
- Rojo: 200 puntos
- Rosa: 300 puntos
- Verde: 500 puntos
- Azul claro: 800 puntos
- Amarillo: 1200 puntos
- Gris: 2000 puntos
- Tras el gris vuelve a ponerse en azul oscuro y se repite el ciclo.
- Puntos por matar enemigos durante la música de la “P”: No dan puntos en función de qué enemigo se mate, sino de cuántos se eliminen. Así, el primero en morir nos da 100 puntos, el segundo 200, luego 300, 500, 800, 1200 y todos los demás 2000.
- Bonus por bombas encendidas: Según las bombas que se hayan recogido encendidas en el transcurso de una fase la bonificación al final es:
- 23 bombas encendidas: 50000 puntos
- 22 bombas encendidas: 30000 puntos
- 21 bombas encendidas: 20000 puntos
- 20 bombas encendidas: 10000 puntos

## Serie
1. Bomb Jack (1984, Tehkan) - Arcade
2. Bomb Jack II (1986, Elite Systems) - Commodore C64
3. Mighty Bomb Jack (1986, Tecmo) - Famicom
4. Bomb Jack Twin (1993, NMK) - Arcade

## Conversiones
Bomb Jack ha sido versionado para diferentes plataformas desde 1985:
- 1985 : Sega SG-1000
- 1986 : Amstrad CPC, Commodore 64, ZX Spectrum, Commodore 16
- 1988 : Atari ST, Commodore Amiga
- 1992 : Game Boy
- 2003 : Java ME
- 2004 : MSX
- 2008 : Atari XL/XE